# The Toxic Avenger Part III: The Last Temptation of Toxie
The Toxic Avenger Part III: The Last Temptation of Toxie (Brasil: O Vingador Tóxico 3 ) é um filme trash de comédia de terror, produzido nos Estados Unidos pela Troma Entertainment em 1989, coescrito por Lloyd Kaufman e Gay Partington Terry e co-dirigido por Michael Herz e Lloyd Kaufman.
É o terceiro filme da série cult, O Vingador Tóxico (1985).

## Sinopse
O Vingador Tóxico e sua cidade estão em paz e ele começa a considerar que sua missão como
super-herói foi concluída quando livrou Tromaville de todo o Mal. Decide então trabalhar em uma grande corporação, para levar uma vida normal. Tudo ia bem, até  o Vingador descobrir os perigos que rondam essa misteriosa empresa.

## Elenco
- Ron Fazio ....O Vingador Tóxico / Executivo
- John Altamura	.... O Vingador Tóxico
- Phoebe Legere....Claire
- Rick Collins....Diretor da Apocalypse, Inc.
- Lisa Gaye....	Malfaire
- Jessica Dublin...Sra. Junko
- Michael J. Kaplan....Little Melvin
- Traci Mann....Snake Lady
- Michael Jai White....Executivo da Apocalypse, Inc.